# O-苯甲酰羟胺
O-苯甲酰羟胺是一种有机化合物，化学式为C6H5COONH2。它可由N-苯甲酰氧基邻苯二甲酰亚胺和水合肼为原料反应制得。它和1,1,1,3,3,3-六氟异丙醇、光气在二异丙基乙胺存在下反应，可以得到N-六氟异丙氧基羰基-O-苯甲酰羟胺。